# Carex albert-smithii
Carex albert-smithii är en halvgräsart som beskrevs av Tetsuo Michael Koyama. Carex albert-smithii ingår i släktet starrar, och familjen halvgräs. Inga underarter finns listade i Catalogue of Life.